# 5488 Kiyosato
5488 Kiyosato (1991 VK5) là một tiểu hành tinh vành đai chính được phát hiện ngày 13 tháng 11 năm 1991 bởi S. Otomo ở Kiyosato.